# 爱与怪物
《愛與怪物》（英語：Love and Monsters）是一部2020年美國怪獸及冒險片，電影由Michael Matthews執導，肖恩·利維和丹·科恩擔任製片人。這部電影由迪倫·奧布萊恩、傑西卡·亨維克、丹·尤因、邁克爾·魯克和阿麗亞娜·格林布拉特主演。
2012年開發項目為 Monster Problems 開始；該項目延遲了幾年，直到 2018 年 10 月，奧布萊恩和馬修斯加入了電影。其餘演員在接下來的幾個月裡加入，拍攝於 2019 年 3 月至 2019 年 5 月在澳大利亞進行。
《愛與怪物》原定於 2020 年 3 月由派拉蒙影業公司在影院上映。由於 COVID-19 大流行，該工作室選擇於 2020 年 10 月 16 日通過視頻點播的方式在部分影院以數字方式發行這部電影;這部電影的國際發行由 Netflix 負責，該公司於 2021 年 4 月 14 日在其服務上發行了這部電影。這部電影獲得了評論家的普遍好評，並在第93屆奧斯卡頒獎典禮上獲得了最佳視覺效果提名。

## 劇情
一顆前往地球的小行星被摧毀後釋放化學塵埃，導致冷血動物變異成大型怪物並殺死大部分人類。在撤離期間，喬爾·道森與女友艾梅分開，但承諾在他的父母遇害前不久找到她。
七年後，喬爾住在地下許多被稱為“殖民地”的掩體之一，除了他之外，所有倖存者都在與怪物戰鬥和尋找補給品的同時浪漫地結成了一對。喬爾反而被留在廚房裡，因為他在危險的情況下凍僵了。當一隻巨大的螞蟻闖入他的殖民地並殺死了康納時，喬爾開始尋求與艾梅團聚，這樣他就不會孤獨終老。
穿過郊區，喬爾被一隻巨大的蟾蜍襲擊，但被一隻名叫“男孩”的流浪狗救了出來，它跟隨喬爾在旅途中警告他有毒漿果和其他危險。喬爾掉進了一個叫做“沙地狼”的蠕蟲怪物巢中，兩名倖存者克萊德·達頓和米諾救了他。他們正向北前往山區，由於天氣較冷和海拔較高，那裡的怪物較少。他們教喬爾一些基本的生存技能，而且並不是所有的怪物都是敵對的，展示了“你總能從他們的眼中看出”。他們邀請喬爾和他們在一起，但他堅持必須找到艾梅。當他們分開時，克萊德給了喬爾一顆手榴彈。
繼續向西，男孩被一隻巨大的蜈蚣怪物困住了。喬爾僵住了，但最終用他的弩救了男孩。在一家廢棄的汽車旅館避難時，他們遇到了一個名叫 Mav1s 的機器人。在她的電池沒電之前,Mav1s為他的收音機供電足夠長的時間，以便短暫聯艾悔。其他倖存者已經到達她的殖民地，並承諾將他們帶到安全的地方。第二天，喬爾和男孩遭到了沙地狼王后的襲擊。他們躲了起來，但男孩吠叫，暴露了他們的位置。喬爾用手榴彈殺死了沙地狼王后。他對男孩大喊大叫，因為他把他們置於危險之中，導致男孩逃跑了。游過池塘後，喬爾渾身是毒水蛭並產生了幻覺，但在倒下前獲救。
喬爾醒來終於見到了艾梅。她領導著一群依賴她的老年倖存者的海灘殖民地。他被介紹給倖存者、隊長和他的船員。當每個人都在慶祝他們即將離開時，艾梅承認她很高興見到喬爾，但已經變了一個人，還在為某人哀悼。喬爾決定返回他的殖民地，通過無線電聯繫他們，得知這裡變得不安全，他們也必須離開。隊長送給喬爾一些漿果，他認為這些漿果有毒。意識到隊長不值得信任，他急忙警告艾梅，但被打昏了。
喬爾、艾梅和她的殖民地的其他成員醒來時被綁在海灘上。隊長透露，他的團隊是來偷補給品的，他們的遊艇被一隻用電鏈控制的螃蟹怪物拖著。隊長 讓螃蟹以殖民者為食，但 喬爾和艾梅逃脫並能夠為自己的生命而戰， 男孩回來幫忙。喬爾有機會殺死螃蟹，但他通過觀察它的眼睛意識到它沒有敵意，並射擊了帶電的鏈條，將其釋放。螃蟹讓喬爾安然無恙，反而殺死了隊長和他的船員，並在此過程中沉沒了遊艇。
喬爾建議艾梅和她的殖民地北上。他們分享了一個浪漫的告別之吻後，艾梅承諾她會找到他。喬爾一路跋涉回到他的殖民地，他們也決定前往山區。在廣播中，喬爾鼓勵其他倖存者浮出水面。當每個人都往北走時，克萊德和米諾已經在山裏，想知道喬爾是否能在下一次旅程中倖存下來。

## 外部連結
- 互联网电影数据库（IMDb）上《爱与怪物》的资料（英文）